# Mickey to Ōkina Furudokei
Mickey to Ōkina Furudokei (ミッキーと大きな古時計?) es un videojuego educativo para la consola Sega Pico protagonizado por Mickey Mouse de Disney que fue desarrollado por Sega Toys y publicado por Sega en abril de 1995, solo en Japón. También fue reeditado en agosto de 2003.
- Datos: Q16606917